# 위도 (영화)
"위도"는 2011년에 개봉한 대한민국의 영화이다.

## 캐스팅
- 정찬 : 강인철 역
- 이두일 : 장만수 역
- 김현균 : 장진규 역
- 윤영 : 장숙희 역
- 서승원 : 이상팔 역
- 조재룡 : 김원일 역
- 홍지영 : 허선자 역
- 정만성 : 이순경 역
- 정연심 : 문영 역
- 권오춘 : 박씨 역
- 배효원 : 수진 역
- 김상규 : 종구 역
- 김승환 : 김 사장 역
- 백학기 : 인철의 선배 역